# Aleksandr Ovecikin
Aleksandr Ovecikin (n. 17 septembrie 1985, Moscova, RSFS Rusă, URSS) este un jucător profesionist de hochei pe gheață.
A debutat în NHL pentru Washington Capitals în 2005 și a devenit ulterior căpitanul acestei echipe. Anterior jucase pentru Dinamo Moscova în Rusia. Ovecikin este unul dintre cei mai buni jucători din istoria sportului, fiind cel mai bun marcator al National Hockey League în opt sezoane (2008, 2009, 2013, 2014, 2015, 2016, 2018 și 2019). El a câștigat finalmente campionatul nord-american (Cupa Stanley) în 2018, câștigând și titlul de MVP al playoff-ului. În luna aprilie 2025 a înscris golul cu numărul 895 în NHL și a devenit cel mai bun golgheter din toate timpurile, depășindu-l pe Wayne Gretzky.
Un asteroid îi poartă numele, Ovecikin 257261. Este cel mai bun jucător de câmp din istoria echipei Washington Capitals. Ovecikin a primit din partea ESPN premiul Best Male Athlete ESPY Award în 2018.